# Santo Tomás in Formis
Santo Tomás in Formis es una iglesia de Roma, de rito latino, ubicada en el rione Celio, sobre la vía San Paolo della Croce.

## Historia
Santo Tomás in Formis, se ubica en el margen de la Villa Celimontana en la Colina de Celio, junto al Arco de Dolabella y está dedicada a santo Tomás Apóstol. Debe el apelativo de in Formis al vecino acueducto Claudio, cuyo nombre en latín es Forma Claudia.
La iglesia se remonta al siglo X, parece haber sido un antiguo monasterio benedictino, aunque si la primera fecha históricamente registrada data de 1209, cuando el papa Inocencio III hizo donación de la iglesia y el monasterio a la Orden de la Santísima Trinidad y de los Cautivos. El fundador de los trinitarios, san Juan de Mata, vivió en el mencionado convento los últimos años de su vida, allí murió y fue sepultado el 17 de diciembre de 1213. Parte del monasterio se adaptó como hospital para acudir a pobres, enfermos, peregrinos y esclavos rescatados de manos de musulmanes.
Probablemente en 1209, san Francisco de Asís llegado a Roma para pedir la aprobación de Inocencio III de los Hermanos Menores, fue acogido por los trinitarios en el convento de Santo Tomás in Formis. Sin embargo la única prueba que existe de dicho acontecimiento, no es más que el hecho de que el único hospital para acoger peregrinos cerca del palacio papal de Letrán, era el de los trinitarios.
Alrededor de 1380 la Orden Trinitaria fue expropiada del complejo de edificios que formaban el convento de Santo Tomás in Formis y los religiosos fueron obligados a salir de Roma. Las razones de tal acontecimiento no son muy claras, pero se deduce que haya sido ocasionado gracias a que el ministro general de los trinitarios y con él casi la Orden entera rindió obediencia al papa de Aviñón durante el Cisma de Occidente. Santo Tomás in Formis pasó a manos del Capítulo de San Pedro, perdiendo su actividad hospitalaria y dejado por más de un siglo en el abandono total. La iglesia fue restaurada en 1532 y en 1571 el papa Pío V la regresó a sus antiguos dueños, sin embargo a la muerte del pontífice el Capítulo de San Pedro no devolvió el complejo.
En 1663 la iglesia fue completamente reconstruida por el Capítulo de San Pedro, así es como se aprecia en la forma actual del edificio. Finalmente en 1925 solo la iglesia y una parte del convento fueron restituidos a la Orden Trinitaria, del hospital no quedaba ya nada, salvo el portal del antiguo convento, donde se encuentra el mosaico comisionado por san Juan de Mata al maestro Giacobo y su hijo Cosmato.

## Descripción
El interno de la Iglesia se presenta como una única nave y prácticamente no queda nada de la antigua iglesia románica. El altar mayor está dedicado a la Santísima Trinidad, adornado con un lienzo de Aarón el viejo, que representa a Jesús que envía a san Juan de Mata. Los siete vitrales que permiten que la pequeña iglesia sea toda ella iluminada son obra de Samuel Pulcini, colocados en el 2000 con ocasión del Jubileo. El altar del lateral izquierdo está dedicado a Santo Tomás Apóstol y el altar lateral derecho a san Juan de Mata.